# Шудрака

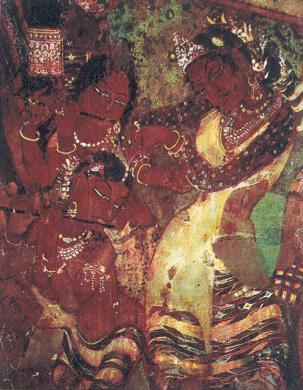
Танцівниця і музикант. Аджанта

Шудра́ка — ім'я або псевдонім автора одного з найзначніших творів давньоіндійської драматургії — п'єси «Глиняний візок» («Мріччхакатіка»), написаної на санскриті та пракритах (народна мова).

## Розвиток класичного театру
Об'єднання в 4-5 століттях майже всієї Індії (за винятком крайнього півдня) в рамках Ґуптської імперії, що призвело до значного економічного та соціального розвитку країни, сприятливо позначилося і в галузі духовної культури. З цим часом пов'язані найбільші досягнення в історії індійської науки, філософії, літератури. Що ж стосується театру, то в гуптську епоху він набуває значення провідного жанру мистецтва. Вплив його відчувався у формуванні світської музичної традиції, у розвитку танцю, в живописі. Відповідно і літературна драма сягає в цей період свого найвищого розквіту. Проіснувавши після цього ще два з половиною — три століття, театр став швидко занепадати.
Сцена, на якій йшли вистави, по суті, не оформлялася, але зовнішньому оздобленню актора приділялася надзвичайно велика увага. Важко сказати, чи в такому театрі використовувались маски, але грим ряду комічних персонажів (відушакі, наприклад), безсумнівно, був маскоподібним. Костюм мав низку відмінних ознак, які відразу ж дозволяли визначити характер, заняття, становище і навіть емоційний стан особи, яка з'являлась на сцені. Сукні були яскраві, барвисті. На голови царів і полководців надягали блискучі корони, зачіски жінок прибиралися перлами, діадемами, плюмажами. До цього треба додати й інші прикраси — намиста, браслети, сережки, дорогоцінні пояса. Хоча все це робилося зі шкіри, дерева, розфарбованої слюди, олова, лаку, зі сцени (особливо при штучному освітленні — коли спектакль, що бувало нерідко, давався в нічний час) вбрання актора повинно справляти враження розкоші.
Кожен актор повинен був володіти
|  | «тонко розробленою мімічною мовою танцю» , який іноді «давав .. можливість передати цілу розповідь, не промовивши майже жодного слова». |

Існування театрів при царських дворах почалося, очевидно, ще в догуптский період, але особливого розмаху набуло при Ґуптах. Актори постійно запрошувалися на придворні урочистості, в палацах будувалися театральні зали, створювалися свої трупи, особливо часто — жіночі, гаремні. Культивувалася при дворі в першу чергу, звісно, натака, що розповідала не лише про богів, але також і про міфічних царів, яких панівні особи вважали своїми предками. Поступово постать бога і зовсім була витіснена з натаки, а атмосфера дії стала все більш перейматися духом витонченої придворної галантності. Зрештою починають з'являтися такі натаки, в яких немає вже жодних слідів міфу. Вони пишуться на сюжети, що належать до казково-легендарної традиції і будуються на палацових інтригах. Дія розгортається головним чином у царських покоях і парках, в обстановці, що має всі прикмети придворного побуту.

## Характеристика драми
В історії класичної (особливо давньої) драми досі залишається багато не вивченого. Драматичний матеріал, який дійшов дотепер, далеко не повний. Відсутність зображень акторів в пам'ятниках мистецтва і якихось докладних описів театральних вистав у літературі дає приблизні уявлення про сценічну техніку. Залишилась мала кількість даних про авторів п'єс, зокрема, коли вони жили, і тому хронологія класичної драми невизначена і в більшості випадків приблизна. Існувало два основних жанри класичної драми — натака і пракарана. Драма гуптської епохи складалась із тексту, що включав пролог, поділ на акти і заключне благословіння.
У тих зразках, в яких вона до нас дійшла, гуптська драма виявляє ряд спільних рис, які дозволяють розглядати її як якесь єдине явище в історії індійського театру. Її відрізняє передусім інтерес до внутрішнього світу людини, до психології душевного переживання. У п'єсах панує атмосфера високої емоційності. Здатність до сильного, напруженого почуття розглядається як один з основних, якщо не головний показник благородства та духовної висоти. Монологи героїв, як правило, пов'язані з розкриттям їх емоційних переживань. Ці монологічні описи займають в драмах величезне місце, уповільнюють дію, раз у раз перериваючи хід зовнішніх подій.
Говорячи про психологізмі і емоційності гуптської драми, необхідно мати на увазі наступне. По-перше, зображення емоції відрізняється певною статичністю. Навіть любов, почуття, в розробці якого драматурги досягають вражаючих тонкощів і точності аналізу, ніколи не дається як поступальний, душевний рух, а постає як стан або точніше — ряд замкнутих в собі послідовних станів. Це — любовний потяг, який виникає відразу ж після першої зустрічі і мучить героя і героїню до тих пір, поки вони нарешті не з'єднуються один з одним. Потім — страждання, пережите в розлуці, і, нарешті, радість нового набуття.
По-друге, зображувана емоція надзвичайно узагальнена, позбавлена індивідуальних рис і виступає сама по собі, не будучи детермінована певними властивостями душевного образу відповідного персонажа. Це, звичайно, пов'язано з тим, що в гуптській драмі немає характерів.
Драматургія гуптської епохи дійшла до нас у творах трьох великих поетів — Бхаса, Шудраки і Калідаси. Як вважає більшість дослідників, час життя Бхаси припадає на кінець 3 — початок 4 століття, Шудрака жив, найімовірніше, також на початку або в середині 4 століття, а Калідаса в кінці4 — початку 5 століття.

## Відомості про Шудраку
Про Шудраку достовірних відомостей немає. В пролозі до п'єси сам Шудрака описується як давно вже померлий, хоробрий, вчений і доброчесний цар. Іноді вважають, що автор драми свідомо приховав своє ім'я, оголосивши її творінням легендарного царя. Як легендарний цар Шудрака згадується в багатьох пам'ятках літератури та фольклору. В. С. Воробйов-Десятовский приходить до висновку, що Шудрака — це псевдонім невідомого драматурга. Інші історики бачать в авторі драми реально існуючого царя або навіть декількох авторів. Через упокоренні наявної інформації залишається лише визнати, що «таємниця імені Шудраки, очевидно, ще довго залишиться нерозкритою».
Прийнято вважати, що п'єса була створена не раніше 4 століття і не пізніше 8 століття, тому що вона не могла з'явитися раніше п'єси «Бідний Чарудатта» Бхаси і пізніше трактату «Сутра про поетичні прикраси» Вамани, де вона згадується. «Глиняний візок» написана в жанрі пракарани.

## Особливості п'єси
Давньоіндійські п'єси мали ряд обов'язкових рис, які існували в рамках досить строгих канонів, порушувати які не віталося. П'єса повинна була мати об'єкт зображення, як правило, бога або епічного героя. Але Шудрака,
|  | «нехтуючи традицією, ігнорує ... зображення придворного життя і епізоди епічного плану». |

Серед інших відступів від канонів староіндійської драми можна назвати те, що першу дію відкриває не головний герой, про його друг; одним з героїв драми є брахман — злодій, що компрометувало вищу варну давньоіндійського суспільства — брахманів, і ін.
Автор «Глиняного візка» стоїть над кастовими забобонами і
|  | «наполегливо підкреслює, що людину слід цінувати не за його кастовим або майновим станом, а за його особистим людськими чеснотами»... З цим пов'язана ... символіка сцени, що дала назву всій п'єсі: Васантасена складає в віз із глинюю, власником якого є Рохас свої золоті прикраси. Для автора абсолютно не важлива «глиняна», тілесна оболонка його героїв, тобто те, що успадковане ними як представниками певної касти ... Для нього важливо те, що дійсно прикрашає людину, - золото його душі». |

Таким чином,
|  | «безсумнівна демократична спрямованість творчості Шудраки - найважливіша відмінність його не тільки від Бхаси, але й від інших драматургів стародавньої та середньовічної Індії». |

Головні герої п'єси — городяни; побут і звичаї давньоіндійського міста окреслені з рідкісною для староіндійської літератури правдивістю. У композиції майстерно з'єднані любовний і політичний сюжети. У п'єсі містяться елементи соціальної сатири. «Глиняний візок» відрізняється динамізмом сюжету і драматизмом дії, по ходу якого трагічні сцени чергуються з комедійними, ліричними і фарсових. 25 дійових осіб (з 30) говорять на пракриті, що свідчить про демократичну спрямованості драми.

## Особливості композиції
У композиції майстерно поєднані два сюжети: любовний — про бідного брахмана Чарудатту і безправну гетеру Васантасену, які об'єдналися після багатьох бід і небезпек, і політичний — про повалення жорстокого царя Палаки його племінником Ар'якою.

## Сюжет п'єси

Сцена із спектаклю Глиняний візок Шудраки «Хіндустані-тіетр». Делі

П'єса «Глиняний візок» складається із 10 дій. Перша дія відкривається діалогом купця-брахмана Чарудатти і його відушакі (друга-нахлібника) Майтреї, з якого стає відомо, що справи Чарудатти йдуть погано і що він фактично розорений. Але Чарудатта має багато чеснот, які мимоволі привертають до нього симпатію. Він мрійливий, задумливий, сумний, повільний, ліричний, вірний ідеальному уявленню про життя. Сам Чарудатта засмучений не стільки своїм розоренням, скільки холодністю колишніх друзів, перед якими колись широко відкривав гаманця. Розмова переривається бурлескною сценою погоні царського шурина Самстханак за красунею-гетерою Васантасеною, яка ховається в будинку Чарудатти. Пізно вночі вона в супроводі Майтреї повертається до себе додому, залишивши свої прикраси на зберігання в будинку Чарудатти. Зав'язується головний конфлікт п'єси — суперництво через прекрасну Васантасену між грубим, чуттєвим Самстханакою і благородним Чарудаттою.
Друга дія відбувається наступного ранку, коли Васантасена розповідає своїй рабині-служниці Маданіці про любов до Чарудатти. Вона йде у порожній храм, куди вбігає, рятуючись від погоні, масажист, який програв у гральному домі. Його переслідують власник будинку і гравець. Масажиста переховує Васантасена, яка переймаючись його долею, розплачується з переслідувачами. Масажист стає вільним і вирішує податись у буддійські ченці.
Третя дія п'єси називається «Крадіжка зі зломом». Чарудатта передає коштовності Васантасени на зберігання Майтреєві, але їх викрадає злодій-брахман Шарвілака. Це дуже налякало Чарудатту. Біда стає відомою Дхуте, дружині Чарудатти. Вона каже служниці:
|  | «Тепер у всьому місті Удджаіні люди будуть говорити, що мій чоловік пішов через свою бідність на таку низьку справу». |

Знаючи, що чоловік не прийме її допомоги, передає через Майтрея перлове намисто, який потім віддав його Чарудатті. Чарудатта відправляє відушаку до Васантасени, щоб він відніс їй намисто замість шкатулки з коштовностями. Ситуація стає все більш заплутаною.
Четверта дія починається з того, що мати Васантасени посилає до дочки візок, в якому та повинна вирушити до царського шурина Самстханаки. Васантасена в гніві відмовляється їхати і підслуховує сцену розмови своєї служанки Маданіки і злодія Шарвілаки. Як виявилось, злочин стався через те, що злодій хотів викупити свою кохану з рабства. Васантасена погоджується на викуп і впізнає свої коштовності, але відпускає закоханих, що дуже вразило Шарвілаку. Саме тут в любовну драму вплітається політична тема. Шарвілака дізнається, що його друга Ар'яка звинувачують у посяганні на царський престол і кидають до в'язниці. Злодій клянеться підняти проти царя Палака все населення міста, залишає Маданіку і тікає.
Майтрей приносить Васантасені намисто, при цьому повідомляє, що Чарудатта програв шкатулку в кості і просить прийняти натомість перлове намисто. Гетера, таким чином, отримує новий доказ рідкісного благородства свого коханого і вирішує негайно йти до Чарудатти.
П'ята дія — справжній ліричний шедевр Шудраки. Васантасена поспішає під заливним дощем в будинок Чарудатти, який радий її появі. Між ними відбувається любовна сцена і вона повертає йому намисто.
Початок шостої дії «Помилка з візком» переносить читачів у ранок наступного дня. Васантасена прокидається в будинку Чарудатти. Служниця повідомляє, що Чарудатта поїхав в парк Пушпакарандака і звелів приготувати візок, щоб доставити її туди ж. Після появи Рохаса, маленького сина Чарудатти, який просить у няньки замість глиняного візка золотий, розчулена Васантасена складає свої золоті прикраси в глиняний візок і дарує їх йому. Поспішаючи до Чарудатти, Васантасена помилково сідає у візок Самстханаки, який випадково зупинився біля будинку Чарудатти. Принц Ар'яка, що втік з в'язниці, ховається у візок Чарудатти, який той надіслав для Васантасени.
Сьома дія розгортається в занедбаному парку Пушпакарандака, де Чарудатта чекає свою кохану. Однак, замість Васантасени з візка виходить втікач Ар'яка. Ар'яка зустрічається з Чарудаттою, який вирішує йому допомогти.
|  | «З життям розлучуся скоріше, - говорить він, - але тебе не покину, якщо до захисту мого ти вдатися вирішив». |

На початку восьмої дії на сцені знову Самстханака, що очікує свій візок. Візок під'їжджає і в ньому виявляється Васантасена. Самстханака відновлює свої домагання, але дівчина відмовляє йому, тому він вирішує її задушити. Викравши прикраси Васантасени, Самстханака, переконаний, що вбив її, надумав розправитися з ненависним йому Чарудаттою, звинувативши його у вбивстві гетери. Проте, Васантасену рятує буддійський монах — колишній масажист.
У дев'ятій дії відбувається сцена суду в стилі фарсу. Суд представлений безпорадними і боязкими суддями, жадібними суддівським чиновниками, лжесвідками, лицемірною комедією самого судового процесу. Впевнений у своїй абсолютній безкарності, Самстханака нахабно диктує суддям, що вони повинні робити і вони засуджують Чарудатту до смертної кари. Чарудатта відчуває, що покарання неминуче, не намагається виправдатися, а тільки каже:
| «Адже навіть і квітучу ліану До себе я не притягував жодного разу, Щоб зірвати квіти. Так хіба міг я Ридаючу жінку вбити, Схопивши її за волосся густе, Прекрасне, як крильця бджоли!». |

Остання десята дія носить назву «Відплата». Перед смертю Чарудатта прощається зі своїм сином, що є найзворушливішим у п'єсі. Тут Шудрака піднімається до майже Шекспірівського трагізму: прекрасна, благородна людина зазнала поразки. Коли кати ведуть Чарудатту на страту, з'являється Васантасена і буддійський монах, які викривають Самстханаку, проте той втікає. Відбувається радісна зустріч Чарудатти з Васантасеною. У той же час розноситься звістка, що деспота Палаку повалено, і замість нього царем стає Ар'яка. Шарвілака, який грав головну роль в палацовому перевороті і воцарінні Ар'яки, повідомляє, що Васантасені дозволено вийти заміж за Чарудатту.

## Наслідування п'єсі
За мотивами «Глиняний візок» драматурги В. В. Вінніков та Ю. А. Оснос написали п'єсу «Білий лотос» (постановка Московського театру ім. О. С, Пушкіна, 1957, та іншими театрами колишнього Радянського Союзу).